# Santa Maria del Rosario a Monte Mario
Santa Maria del Rosario a Monte Mario, även benämnd Madonna del Rosario, är en kyrkobyggnad i Rom, helgad åt Jungfru Maria och särskilt åt hennes roll som Vår Fru av Rosenkransen. Kyrkan är belägen vid Via Trionfale på Monte Mario i Quartiere Della Vittoria och tillhör församlingen Santa Maria Stella Matutina.

## Beskrivning
Ursprunget till dagens kyrkobyggnad var ett litet kapell som uppfördes år 1628 på initiativ av poeten och humanisten Gian Vittorio Rossi. Kapellet tillbyggdes år 1651 av arkitekten Camillo Arcucci. Påve Benedikt XIII uppdrog åt Filippo Raguzzini att år 1726 genomföra en genomgripande renovering av fasaden och interiören.
Interiören hyser ikonen Madonna di San Luca, vilken enligt traditionen målades av evangelisten Lukas. Därtill finns här målningen Madonnan och Barnet av Antoniazzo Romano samt De heliga Dominikus och Katarina av Siena av Michelangelo Cerruti.
I det intilliggande dominikanklostret bevaras den heliga Katarina av Sienas vänstra hand.

## Bilder
| - Madonna di San Luca. - Katarina av Sienas vänstra hand. |